# Побітно
Побітно — колишнє село на Закерзонні, а тепер — північно-східна частина міста Ряшева, розташованого в Польщі, Підкарпатське воєводство.

## Історія
Село знаходиться на давньому шляху з Києва до Кракова.
18.08.1380 р. Ян Жешувський дав дозвіл Сецехові на закріпачення села на німецькому праві.
У 1499 р. згадується піп, який проживає в селі.
За податковим реєстром 1589 р. село Повітна знаходилось у Перемишльській землі Руського воєводства, у володінні Ліґензів, було 12 ланів (коло 250 га) оброблюваної землі, піп, 2 млини, 3 загородники, 8 коморників з тягловою худобою і 7 без тяглової худоби.
У 1624 р. під час набігу татар село зруйноване.
Церква в селі востаннє згадана в документі за 1651 р. (ймовірно, у 1676 р. під час набігу татар була спалена).
У 1769 р. в селі відбувся бій між барськими конфедератами і російськими військами.
Після приєднання Галичини до Австрійської імперії у зв'язку з бездоріжжям влада негайно проклала цісарський гостинець.
У 1858 р. через село прокладена Галицька залізниця імені Карла Людвіга.
У 1887 р. розпочато будівництво казарм.
Відповідно до «Географічного словника Королівства Польського» в 1887 р. Побітна знаходилось у Ряшівському повіті Королівства Галичини і Володимирії, було 117 будинків і 666 мешканців, а в присілку Залеже — 52 будинки і 229 жителів, загалом було 935 жителів, з них 885 римо-католиків, 4 греко-католики і 34 юдеї. На той час унаслідок півтисячоліття латинізації та полонізації українці лівобережного Надсяння опинилися в меншості.
У міжвоєнний період село входило до ґміни Слоцина Ряшівського повіту Львівського воєводства. В 1922 р. вибухнув пороховий склад (диверсія приписувалась Українській військовій організації).
З 30 липня до 2 серпня 1944 р. в селі точилися бої між німецькими і радянськими військами.
У 1952 р. село приєднане до Ряшева. З 1995 р. розпочато зведення висотних будівель.